# Château de Lindstedt
Le château de Lindstedt (Schloß Lindstedt) est un petit château situé à Potsdam, à côté de Berlin dans le Brandebourg. Il a été construit en 1858-1860 sous le règne de Frédéric-Guillaume IV.

## Histoire
Frédéric-Guillaume III de Prusse achète une parcelle de terrain à la famille Lindstedt en 1828, qui servait à l'élevage de carpes. Il reste encore des bassins aujourd'hui. La demeure se trouve à 800 mètres au nord-ouest du Nouveau Palais. Le Kronprinz (qui n'était pas encore Frédéric-Guillaume IV) songea à partir de 1832 à y faire construire une villa à l'antique pour lui servir de résidence. Nombre d'architectes furent impliqués dans le projet qui mit de longues années à aboutir. On peut citer les noms de Ludwig Persius, Ludwig Ferdinand Hesse, Friedrich August Stüler, ou Ferdinand von Arnim (élève de Karl Friedrich Schinkel).
On ne sait si Frédéric-Guillaume IV, qui aurait voulu y passer ses derniers jours, y vécut ou non. C'est son successeur Guillaume Ier qui fit terminer la construction. Il servit non pas de résidence, mais de bâtiment administratif. Sous le règne de Guillaume II, on en fit un hôpital de quarantaine pendant les épidémies de choléra et un hôpital de soins pour les tuberculeux. Certains enfants de la famille impériale y sont venus prendre des cours. Après la chute de l'Empire, le maréchal von Hindenburg permit qu'on le donnât en location à l'ancien chef de l'état-major Erich von Falkenhayn qui y mourut en 1922. Sa famille y habita jusqu'en 1944.
Le château abrite dans les années 1950 l'institut botanique de l'école supérieure pédagogique de Potsdam, puis dans les années 1980 l'institut de Droit de la médecine de Potsdam.
Il fait partie depuis 1996 des monuments protégés et de l'ensemble de Potsdam comme patrimoine de l'UNESCO et appartient à la fondation des châteaux de Prusse et des jardins de Berlin-Brandebourg. Il est loué pour divers événements ou tournages de films, mais il nécessite une restauration sérieuse.

## Architecture

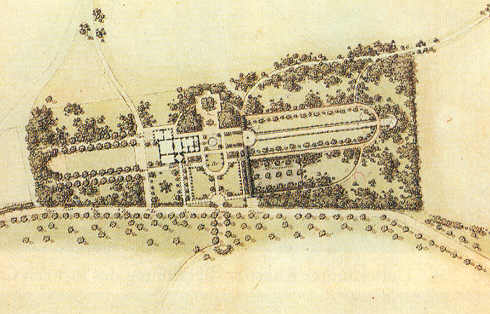
Plan du parc en 1859

Le château se présente sous l'aspect d'un bâtiment de style néoclassique tardif, avec un tour et un belvédère, ainsi qu'un avant-corps sur le côté en forme de temple antique en haut d'un escalier. Une colonnade relie le corps de logis à l'avenue Lindstedt. Les architectes avaient voulu donner une impression de château à l'italienne, mais le mélange des styles nuit finalement à une impression d'ensemble.
Le parc aménagé par Peter Joseph Lenné ouvre une perspective à  l'anglaise, partant du château situé sur une élévation du paysage.

## Sources
- (de) Cet article est partiellement ou en totalité issu de l’article de Wikipédia en allemand intitulé « Schloss Lindstedt » (voir la liste des auteurs).